# Ryan López
Ryan Ignaiker López Parra (* 8. November 1999) ist ein venezolanischer Leichtathlet, der sich auf den Mittelstreckenlauf spezialisiert hat. 

## Sportliche Laufbahn
Erste Erfahrungen bei internationalen Meisterschaften sammelte Ryan López im Jahr 2018, als er bei den U23-Südamerikameisterschaften in Cuenca in 4:03,62 min den sechsten Platz im 1500-Meter-Lauf belegte. 2021 gewann er in 1:47,78 min die Bronzemedaille über 800 Meter bei den Südamerikameisterschaften in Guayaquil hinter dem Brasilianer Thiago André und Jhonatan Rodríguez aus Kolumbien. Zudem erreichte er in 3:53,83 min Rang zwölf über 1500 Meter. Im Oktober belegte er bei den U23-Südamerikameisterschaften ebendort in 1:50,02 min den fünften Platz über 800 m und Anfang Dezember siegte er bei den erstmals ausgetragenen Panamerikanischen Juniorenspielen in Cali in 1:49,30 min über 800 m und belegte in 3:12,41 min den vierten Platz mit der venezolanischen 4-mal-400-Meter-Staffel. Im Jahr darauf gelangte er bei den Hallensüdamerikameisterschaften in Cochabamba mit 1:57,99 min auf den vierten Platz. Zudem siegte er in 3:16,91 min gemeinsam mit Leodán Torrealba, Lucirio Antonio Garrido und Javier Gómez in der 4-mal-400-Meter-Staffel. Im Oktober nahm er an den Südamerikaspielen in Asunción teil und belegte dort in 1:49,37 min den fünften Platz über 800 Meter.
2023 schied er bei den Zentralamerika- und Karibikspielen in San Salvador mit 1:478,75 min im Vorlauf über 800 Meter aus und belegte dann bei den Südamerikameisterschaften in São Paulo in 1:48,79 min den fünften Platz. Daraufhin gelangte er bei den Panamerikanischen Spielen in Santiago de Chile mit 1:48,06 min auf Rang sieben. Im Jahr darauf belegte er bei den Hallensüdamerikameisterschaften in Cochabamba in 4:09,02 min den sechsten Platz über 1500 Meter und gewann in 1:54,56 min die Silbermedaille hinter seinem Landsmann José Antonio Maita. Im Mai wurde er bei den World Athletics Relays in Nassau in 3:10,34 min den achten Platz im C-Lauf der 2. Qualifikationsrunde für die Olympischen Spiele über 4-mal 400 Meter. Kurz darauf schied er bei den Ibero-Amerikanischen Meisterschaften in Cuiabá mit 1:51,72 min im Vorlauf über 800 Meter aus. 2025 belegte er bei den Hallensüdamerikameisterschaften in Cochabamba in 1:54,20 min den fünften Platz über 800 Meter und siegte in 3:18,29 min im Staffelbewerb. Ende April gelangte er bei den Südamerikameisterschaften in Mar del Plata mit 1:51,87 min auf den sechsten Platz über 800 Meter. 
In den Jahren 2021 und 2023 wurde López venezolanischer Meister im 800-Meter-Lauf.

## Persönliche Bestzeiten
- 800 Meter: 1:47,22 min, 2. November 2023 in Santiago de Chile
  - 800 Meter (Halle): 1:54,20 min, 23. Februar 2025 in Cochabamba
- 1500 Meter: 3:49,52 min, 6. Mai 2023 in Barquisimeto
  - 1500 Meter (Halle): 4:09,02 min, 27. Januar 2024 in Cochabamba